# Andreas af Grækenland
Prins Andreas af Grækenland og Danmark (græsk: Πρίγκιπας Ανδρέας της Ελλάδας και της Δανίας) (født 2. februar 1882 i Athen, død 3. december 1944 i Monte Carlo) af Huset Slesvig-Holsten-Sønderborg-Glücksborg var 7. barn og 4. søn af Georg 1. af Grækenland (tidl. Prins Vilhelm af Danmark) og storfyrstinde Olga Konstantinovna af Rusland, der var dronning af Grækenland. På grund af sin fars tidligere titel bar han også titel som prins af Danmark.

## Livshistorie

### Familie og ungdom
Prins Andreas blev født den 2. februar 1882 på Kongeslottet i Athen. Han var det syvende barn og fjerde søn af den danskfødte Kong Georg 1. og Dronning Olga af Grækenland, der var født som storfyrstinde af Rusland. Gennem sin far var Andreas dermed barnebarn af kong Christian 9. af Danmark (kaldet Europas svigerfar) i hans ægteskab med prinsesse Louise af Hessen-Kassel, mens han gennem sin mor var barnebarn af storfyrst Konstantin Nikolajevitj af Rusland, tidligere vicekonge af Polen, i hans ægteskab med prinsesse Alexandra af Sachsen-Altenburg. Han tilhørte fyrstehuset Glücksborg og bar titel af prins af både Grækenland og Danmark. Prins Andreas havde syv søskende: Konstantin (der efterfulgte deres far som konge af Grækenland), Georg, Alexandra, Nikolaos, Maria, Olga (der døde som spæd) og Christoffer.
Prins Andreas tilbragte sin barndom i Grækenland og voksede op sammen med sine seks søskende i Kongeslottet i Athen og på slottet Tatoi. Som forudsat i den græske forfatning blev børnene opdraget i den græsk-ortodokse tro i modsætning til deres far, der var forblevet lutheransk. Han lærte engelsk som første sprog af sine opdragere, som han talte med sine forældre og søskende. Efterhånden som han voksede op, hævdede han dog sin hellenske identitet ved at nægte at tale andet end græsk med sin familie.,, Desuden lærte han at tale tysk, dansk, russisk og fransk. Han deltog som barn og ung ofte ved de store familiesammenkomster i Danmark på Fredensborg Slot, og ligeledes besøgte han ofte Rusland sammen med sin mor og søskende. Prins Andreas fik en militæruddannelse og blev officer i den græske hær i 1901.

### Ægteskab og børn
I 1902 mødte han Alice af Battenberg ved kroningen af Edvard 7. af Storbritannien i London. De faldt for hinanden og allerede året efter blev de gift ved et civilt bryllup i Darmstadt den 6. oktober 1903. Næste dag blev to religiøse vielser udført. Først en luthersk og derefter et græsk-ortodokst. De fik fem børn, der alle fik efterkommere, heriblandt den senere Philip af Storbritannien, der var prinsgemal til den engelske dronning Elizabeth 2. af Storbritannien.
1. Margarita af Grækenland (18. april 1905 – 24. april 1981) – gift 1931 med Gottfried af Hohenlohe-Langenburg.
2. Theodora af Grækenland (30. maj 1906 – 16. oktober 1969) – gift 1931 med Berthold, markgreve af Baden.
3. Cecilie af Grækenland (22. juni 1911 – 16. november 1937) – gift 1931 med Georg Donatus af Hessen.
4. Sophie af Grækenland (26. juni 1914 – 24. november 2001) – gift 1930 med Christoph af Hessen og igen 1946 med Georg Wilhelm af Hannover.
5. Philip af Grækenland (10 juni 1921 - 9. april 2021) – gift 1947 med Elizabeth 2. af Storbritannien.

### Militære karriere
Andreas blev officer i den græske hær i 1901, men blev i 1909 smidt ud efter den kongelige families indblanden i et statskup. Tre år senere vendte han dog tilbage og deltog i Balkankrigene i 1912 – 1913 på græsk side. Her fik han blandt andet kommandoen over et felthospital. Under 1. Verdenskrig besøgte han flere gange familie i Storbritannien trods beskyldninger for at være tysk spion, og i 1917 måtte han gå i eksil sammen med sin bror, Konstantin 1. af Grækenland, og resten af den græske kongefamilie. Han tog ophold i Schweiz. Broderen blev imidlertid genindsat som konge i 1920, og Andreas kom atter i hæren, denne gang som generalmajor. Han deltog i den græsk-tyrkiske krig til 1922. På grund af udfaldet blev Andreas anholdt og stillet for en krigsret. Her blev han dømt for ikke at adlyde en ordre og handle ud fra egne meninger.

### Eksil i Frankrig
Prinsesse Margarita og hendes søstre voksede indledningsvis op i Grækenland, indtil Prins Andreas i 1917 under Første Verdenskrig måtte gå i eksil sammen med sin bror, Konstantin 1. af Grækenland og resten af den græske kongefamilie. Familien tog ophold i Schweiz. Da familien kom tilbage til Grækenland i 1920, blev hendes far delvist bebrejdet for Grækenlands nederlag i den Græsk-tyrkiske krig (1919-1922). Kort tid efter blev der gennemført et statskup i Athen. Monarkiet blev afskaffet, og familien blev igen tvunget i eksil indtil genoprettelsen af det græske monarki i 1935.
Andreas flygtede fra Grækenland om bord på et britisk krydstogtskib og hans rige svigerinde, Marie af Grækenland, købte et hjem til ham og familien i Saint-Cloud ved Paris. I 1930 fik hans hustru nervesammenbrud og blev sendt til Schweiz. Hans døtre blev i disse år gift med tyske fyrster og sønnen sendt på skoleophold i Storbritannien. Dermed var Andreas alene tilbage og tilbragte de sidste år i det sydlige Frankrig. Først i 1937 mødte han atter sin hustru ved begravelsen af datteren Cecilie af Grækenland i Darmstadt.
Ved begyndelsen af 2. Verdenskrig opholdt han sig i Vichy-frankrig, mens sønnen var i den britiske hær, så de kunne ikke have nogen kontakt. To af hans svigersønner, Berthold, markgreve af Baden og Christoph af Hessen, var medlemmer af nazistpartiet og tyske soldater.
Andreas døde af dårligt hjerte og åreforkalkning på et hotel i Monte Carlo. Han blev først begravet i Nice, men i 1946 flyttet til familiegravpladsen ved Tatoi Palads nær Athen.